# 花牙笋螺
花牙笋螺（学名：Terebra crenulata）是新腹足目笋螺科笋螺属的一种。主要分布于印度尼西亚、中国大陆、台湾，常栖息在浅海砂底、低潮线至水深数米。